# Henri Gourarier
Pour les articles homonymes, voir Gourarier.
Henri Gourarier (né Heinz Leibowitcz ou Hanoch Leibowitch le 20 décembre 1928 à Berlin et mort le 1er avril 2021 à Saint-Mandé) est un survivant des camps d'Auschwitz et de Buchenwald qui a raconté son histoire dans un récit autobiographique.

## Biographie
Heinz Leibowitcz est né en 1928 à Berlin. Son père est originaire de Łódź en Pologne et travaille aux usines Siemens & Halske. Sa mère est née à Przemysl, en Pologne.
Ses parents ouvrent un magasin de confection pour hommes à Berlin.
Le père est expulsé à Zbąszyń, à la frontière germano-polonaise.
Heinz Leibowitcz est enfermé dans le village natal de sa mère à Przemysl en Pologne, transformé en ghetto. Sa famille est ensuite déportée au camp de concentration de Szebnie en septembre 1943, puis à Auschwitz, la même année. Sa mère et son oncle Oscar sont gazés à leur arrivée à Auschwitz le 6 novembre 1943. Il a le numéro 161397 (son père avait le 161396) tatoué sur son bras. Il est ensuite transféré à Buchenwald puis enfin à l'usine de Spaichingen (Bade-Wurtemberg). Blessé au pied et au bord de l'épuisement, il parvient à s'enfuir seul au cours d'une marche de la mort en 1945.
Il est rapatrié à Nice le 14 juillet 1945. En 1947, il rejoint Israël par la mer dans une petite embarcation, comme sa future épouse Michelle Gourarier, née le 20 février 1928, passagère de l'Exodus, bateau sur lequel des milliers de Juifs survivants des camps tentent vainement de rejoindre la Palestine mandataire. Henri et Michelle partagent une vie communautaire au kibboutz de Neve Ilan jusqu'au 2e anniversaire de leur fils, Zeev, né en 1953.
En 1955, il retourne en France et exerce la profession d'ingénieur, son nom est francisé en Henri Gourarier. À sa retraite, il milite dans des organisations défendant les droits de l'homme. Il est membre de la Fédération internationale des droits de l'homme.
Il raconte son histoire dans un récit autobiographique, Descelle mes lèvres, et participe à de nombreuses conférences et contributions sur la mémoire de la Shoah, dont un entretien avec Antoine Vitkine publié par l'INA et la Fondation pour la mémoire de la Shoah.
Henri Gourarier est le père de Zeev Gourarier (né en 1953 à Jérusalem), ancien directeur du musée de l'Homme et depuis 2011, directeur scientifique et des collections du musée des civilisations de l'Europe et de la Méditerranée et de Laurent Gourarier (né le 28 avril 1961 à Paris), psychiatre addictologue à Paris.

## Distinctions
- Chevalier (16 décembre 1990) puis officier de l'ordre national du Mérite (12 mai 1999)[8],
- Chevalier de la Légion d'honneur (15 avril 2016).